# Цитцман, Лотар
Лотар Цитцман (нем. Lothar Zitzmann; 14 февраля 1924, Кала, земля Тюрингия) — 19 января 1977, Галле) — немецкий художник и профессор живописи.

## Биография
В 1944 году окончил среднюю школу в Йене. В 1944—1945 годах учился в Высшей художественной школе в Веймаре, под руководством Вальтера Клемма. В 1948—1951 годах изучал психологию, философию и педагогику в Йенском университете. До 1949 года работал как свободный художник, кроме этого, возглавлял один из отделов на народном предприятии Карл Цейс Йена (VEB Carl Zeiss Jena).
С 1953 года — доцент монументальной живописи, с 1965 года — профессор живописи Высшей школы искусств Галле. С 1970 по 1977 год — директор секции «Художественные и научные основы образности» в Высшей школе художественно-промышленного творчества Галле.
В 1976 году художник принял участие в дизайне Дворца Республики ГДР.

## Память
В 1991 году именем Л. Цитцмана была названа улица в Йене.